# Grevillea crithmifolia
Grevillea crithmifolia är en tvåhjärtbladig växtart som beskrevs av Robert Brown. Grevillea crithmifolia ingår i släktet Grevillea och familjen Proteaceae. Inga underarter finns listade i Catalogue of Life.